# Are You Gonna Go My Way
Are You Gonna Go My Way — третий студийный альбом американского рок-музыканта Ленни Кравица. Диск записан 9 марта 1993 года под лейблом Virgin Records America на студии звукозаписи Waterfront в Хобокене, Нью-Джерси.
Are You Gonna Go My Way стал 12 по версии Billboard 200, и первым в Австралии и Великобритании.
Альбом достиг максимального уровня продаж в США и ему был присвоен мультиплатиновый статус  от RIAA за тираж более 2 000 000 экземпляров в январе 1995 года.
Диск был хорошо принят поклонниками и музыкальными критиками, и до сих пор считается одной из лучших работ Ленни.

## Список композиций
1. «Are You Gonna Go My Way» (Kravitz, Craig Ross) — 3:31
2. «Believe» (Kravitz, Hirsch) — 4:50
3. «Come on and Love Me» (Kravitz) — 3:52
4. «Heaven Help» (Gerry DeVeaux, Terry Britten) — 3:10
5. «Just Be a Woman» (Kravitz) — 3:50
6. «Is There Any Love in Your Heart» (Kravitz, Ross) — 3:39
7. «Black Girl» (Kravitz) — 3:42
8. «My Love» (Kravitz, Ross) — 3:50
9. «Sugar» (Kravitz) — 4:00
10. «Sister» (Kravitz) — 7:02
11. «Eleutheria» (Kravitz) — 4:48

## Клипы
- «Are You Gonna Go My Way»
- «Believe»
- «Heaven Help»
- «Is There Any Love in Your Heart»

## Позиции в хит-парадах
Годовые чарты:
| Чарт (1993)          | Позиция |
| -------------------- | ------- |
| Австралия (ARIA)     | 11      |
| Великобритания (OCC) | 17      |